# FMA IA 63 Pampa
ФМА IA 63 «Пампа» — аргентинский лёгкий реактивный учебно-боевой самолёт и штурмовик.
Проектировался для замены устаревшего четырёхместного лёгкого вооружённого учебного самолёта FMA/Morane-Saulnier MS.760 Paris II, строившегося по лицензии и состоявшего к тому времени на вооружении ВВС Аргентины.

## История
Разработка самолёта началась в 1979 году. К участию в работе над проектом, получившим название Pampa, была привлечена германская фирма Dornier (техническая помощь, участие в сборке, маркетинговые исследования). Самолёт был спроектирован на базе «Альфа Джет». К началу 1980 года было разработано семь альтернативных вариантов новой машины. В 1981 году началась постройка трех опытных самолётов, а также двух планёров для проведения статических испытаний («Дорнье» изготавливала для прототипов крыло и хвостовое оперение). Планировалось выпустить 100 самолётов, позднее их количество увеличилось до 300 (100 для ВВС Аргентины и 200 на экспорт). В итоге, было выпущено всего лишь 27 аппаратов.

## Конструкция
Самолёт выполнен по нормальной аэродинамической схеме с высокорасположенным прямым крылом. Корпус изготовлен из алюминиевых сплавов. Самолёт оснащался турбореактивным двигателем Garrett TFE-731-2-2N, расположенным в хвостовой части фюзеляжа. В герметичной кабине установливалось 2 катапультируемых кресла.
Первый прототип, имевший «рабочее» название ЕХ-01, совершил первый полёт в октябре 1987 года.

## Вооружение
Вооружение предполагалось разместить на семи точках внешней подвески (на центральном узле — до 450 кг, а на подкрыльевых — по 300 и по 170 кг). В состав вооружения, кроме неуправляемых средств поражения, должны были входить управляемая ракета класса «воздух-поверхность» и противокорабельные ракеты Martín Pescador (до двух единиц).

## Тактико-технические характеристики

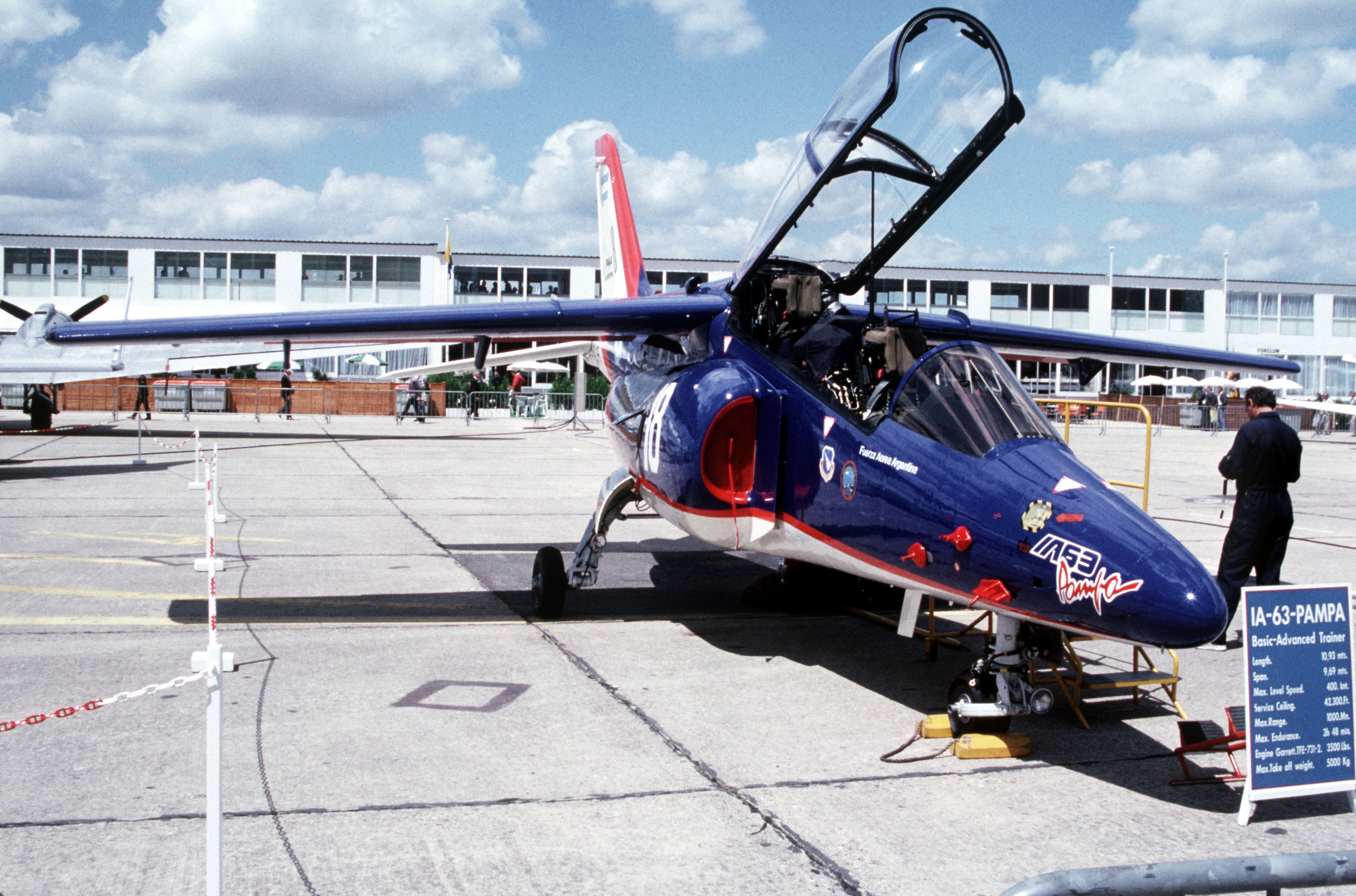
IA 63 Pampa, 1991

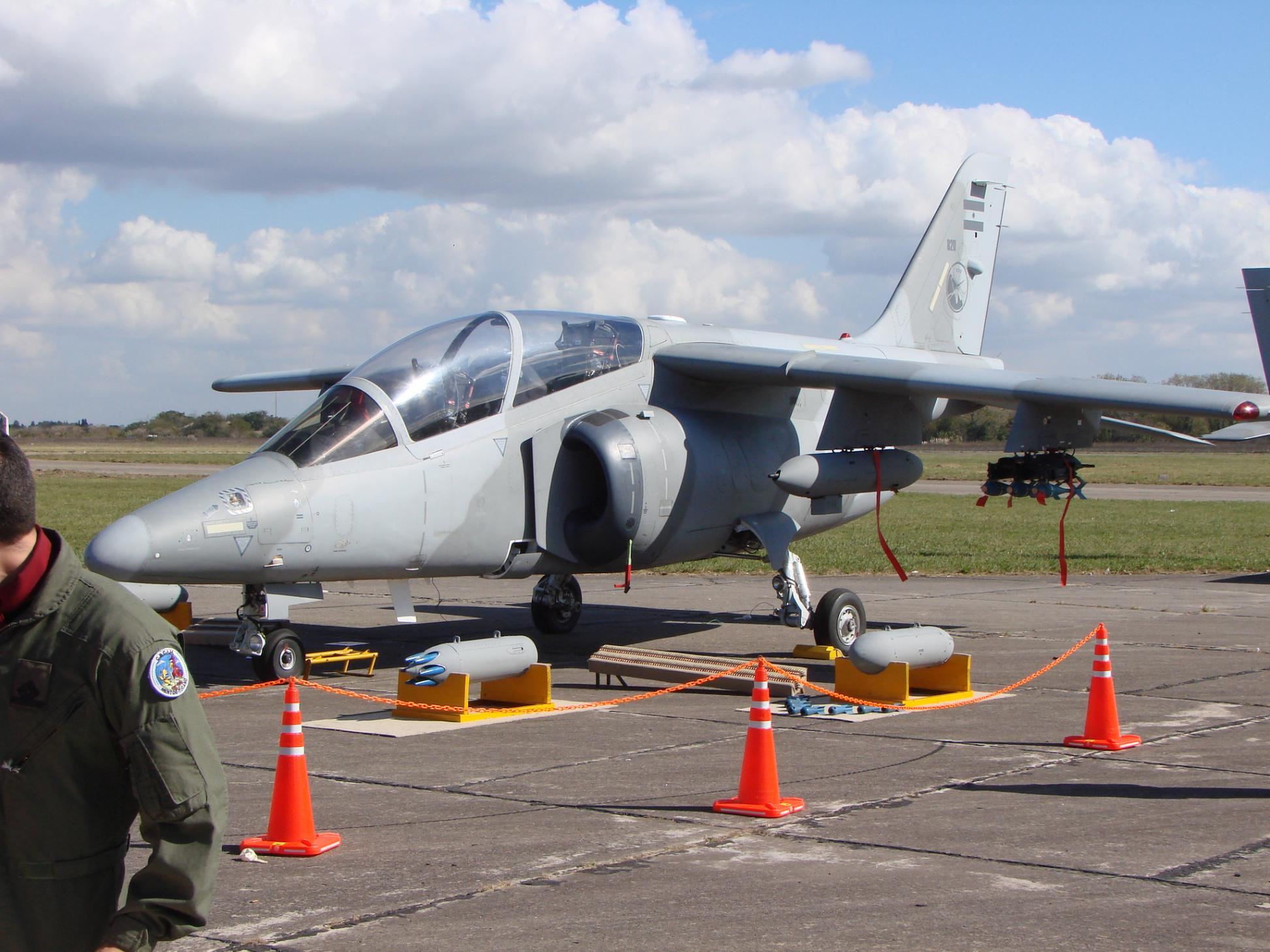
Pampa II

Базовая модификация
Источник данных: 

Технические характеристики
- Экипаж: 2
- Длина: 10,93 м
- Размах крыла: 9,686 м
- Высота: 4,29 м
- Площадь крыла: 15,633 м²
- Масса пустого: 2821 кг
- Нормальная взлётная масса: 3800 кг
- Максимальная взлётная масса: 5000 кг
- Силовая установка: 1 × ГТД Garrett TFE-731-2-2N
- Тяга: 1 × 15,57 kH

Лётные характеристики
- Максимальная скорость: 750 км/ч
- Крейсерская скорость: 645 км/ч
- Боевой радиус: 360-1100 км
- Практическая дальность: 1500 км
- Практический потолок: 12 900 м
- Скороподъёмность: 1560 м/мин

Вооружение
- Стрелково-пушечное: 1 × 30 мм DEFA
- Точки подвески: 5
- Боевая нагрузка: 1160 кг
- Управляемые ракеты: 2 × Martín Pescador
- Неуправляемые ракеты: 70-мм
- Бомбы: 400 кг или 250 кг